# HD210071
HD210071 — хімічно пекулярна зоря спектрального класу B9, що має видиму зоряну величину в смузі V приблизно  6,4.
Вона  розташована на відстані близько 576,2 світлових років від Сонця.

## Фізичні характеристики
Зоря HD210071 обертається 
досить швидко 
навколо своєї осі. Проєкція її екваторіальної швидкості на промінь зору становить  Vsin(i)= 92км/сек.
Телескоп Гіппаркос зареєстрував фотометричну змінність  даної зорі з періодом    1,43 доби в межах від  Hmin= 6,39 до  Hmax= 6,34.

## Пекулярний хімічний склад
HD210071 належить до ртутно-манганових зір й її зоряна атмосфера має підвищений вміст Hg та Mn.